# Poecilosomella multipunctata
Poecilosomella multipunctata är en tvåvingeart som beskrevs av Oswald Duda 1925. Poecilosomella multipunctata ingår i släktet Poecilosomella och familjen hoppflugor. Inga underarter finns listade i Catalogue of Life.